# La delfina bizantina
La delfina bizantina es una novela del escritor italiano Aldo Busi publicado en español en el 1989.

## Sinopsis
La protagonista de la novela, hija natural de una mujer de Piangipane, lugar en la provincia de Ravenna, y del militar fascista Albigian, alega de descender de exiliados rusos de la Revolución de Octubre y se ha dado por eso el nombre de Anastasia Kuncewicz. Después de casarse con Onofrio Cofani, hombre de Ravenna, da a la luz una niña, que llama Teodora y que aparece muy pronto dispuesta a una aguda obesidad. En un esfuerzo por mantener a raya su peso, Anastasia le hace tomar clases de baile clásico de la Señorita Scontrino, pero con escasos resultados.
Cuando Teodora tiene catorce años, el padre la lleva a una excursión al Apenino sin la esposa porque desea hacerla patinar; en realidad él se siente subconscientemente atraído de su carne abundante. Alcanzado por Anastasia, Onofrio tiene una crisis epiléptica como resultado de la cual se ve obligado a una condición de enfermedad parcial, que pero le permite proseguir su pasión por el bricolaje con soplete. Anastasia contrata una mujer de nombre Amilcara, ya huésped de un manicomio, para que cuide a él, hasta que un día lo encontran carbonizado en su garaje con pocos restos incinerados mixto a metal.
Anastasia, quedado viuda, tiene proyectos empresariales sobre suelos heredados del esposo cerca de la basílica de Sant'Apollinare in Classe, pero hay un obstáculo: un pequeño terreno, de propiedad de la ex vendedora de periódicos Brunilì Rakam, que interrumpe la propiedad y que la vieja, sin parientes, se niega a vender. Anastasia encarga a Amilcara, quedada a su mando, envenenar la señora Rakam de una manera que no deje rastros. El asesinato, después de algunas dificultades, tiene éxito, y Anastasia puede así inaugurar un lujoso campamento llamado "La Delfina Bizantina". La Señorita Scontrino se vuelve su socia de negocios; para trabajar en la estructura contrata, además de Amilcara, la loca Scopina, el joven español Paquito, seducido y abandonado por el conde Eutifrone degli Insaccati que  con Anastasia tiene algunos negocios controvertidos, la transexual Vulvia, portadora de una letra que parece indicar que Onofrio está vivo y resida en Estambul, cosa que confunde Anastasia.
Anastasia se siente muy atraída por los gemelos Farfarello, que son huéspedes del campamento con sus padres, dispuestos a comenzar una secta religiosa para vivir a cargo de sus seguidores. Con la esperanza de familiarizar con ellos, acepta someterse a los ritos de iniciación, durante los cuales los gemelos la violan repetidamente. Muy sufrida por eso, organiza la fiesta a pleno verano de "La Delfina Bizantina"; antes de un combate entre Amilcara y Vulvia que debe ser una de las atracciones de la fiesta, Teodora sube al ring, vestida y peinada a fin de parecer la madre, que al verla en tales apariencias por la emoción colapsa pero después se recupera, mientras que la hija está echando humo en la discoteca. Arrepientendose del préstamo al conde Eutifrone, Anastasia encarga Paquito de asesinarlo en el transcurso de una representación lírica en la "Rocca Brancaleone", pero el español se equivoca de persona, matando a otro homosexual que le parece. Algún día Teodora recibe una llamada de una posada en Piangipane para ir a recuperar el cuerpo de su madre muerta allá, cerca del lugar donde nació. De camino a casa ofrece a un grupo de hombres parados en una gasolinera la posibilidad de haber una relación sexual con la madre, alegando que sea una excéntrica amica que finge de ser muerta. Los espasmos pero vuelven en sí Anastasia, cuya muerte fuera sólo aparente. 
Ella está dispuesta a pasar por alto el trapo sucio, pero
Tedora se apuñala con la aguja de una balanza que la madre le había dado muchos años antes.

## Ediciones
- Aldo Busi, La delfina bizantina (La Delfina Bizantina), traducción de César Palma, Barcelona, Península Ediciones, 1989, ISBN 8429730052